# Pszeniec polski
Pszeniec polski (Melampyrum polonicum (Beauverd) Soó) – gatunek rośliny z rodziny zarazowatych. Występuje w Europie.
W Polsce jest gatunkiem nieczęstym; rośnie w rozproszeniu we wschodniej części kraju.

## Morfologia
ŁodygaDo 50 cm wysokości.
LiścieWąskie, lancetowate, krótkoogonkowe, naprzeciwległe, o szerokości 5-20 mm.
KwiatyGrzbieciste, pojedynczo wyrastające w kątach przysadek, zebrane w luźne, jednostronne grono. Korona kwiatu złocistożółta, później pomarańczowa z czerwonobrunatną rurką. Ząbki kielicha cztery, wąskolancetowate, o długości 6-8 mm. Rurka kielicha naga lub bardzo krótko omszona. Przysadki lancetowate, fioletowo lub purpurowo nabiegłe, sercowate u nasady.
OwocTorebka.

## Biologia i ekologia
Roślina jednoroczna. Kwitnie od maja do września. Rośnie w lasach i zaroślach liściastych. Liczba chromosomów 2n =18. 

## Zagrożenia i ochrona
Roślina umieszczona na polskiej czerwonej liście w kategorii DD (stopień zagrożenia nie może być określony).